# Pseudorthocladius matusecundus
Pseudorthocladius matusecundus är en tvåvingeart som beskrevs av Sasa och Kawai 1987. Pseudorthocladius matusecundus ingår i släktet Pseudorthocladius och familjen fjädermyggor. Inga underarter finns listade i Catalogue of Life.